# 洛德 (上加龙省)
洛德（法語：Lodes，法語發音：[lɔd]）是法国上加龙省的一个市镇，属于圣戈当区。

## 地理
洛德（43°10'4"N, 0°40'29"E）面积13.74 平方千米，位于法国奧克西塔尼大區上加龙省，该省份为法国西南部内陆省份，西南端与西班牙接壤，自此顺时针与上比利牛斯省、热尔省、塔恩-加龙省、塔恩省、奥德省和阿列日省接壤。
与洛德接壤的市镇（或旧市镇、城区）包括：卡尔代亚克、勒屈安、拉卢雷-拉菲托、拉尔康、拉罗克、圣伊尼昂。

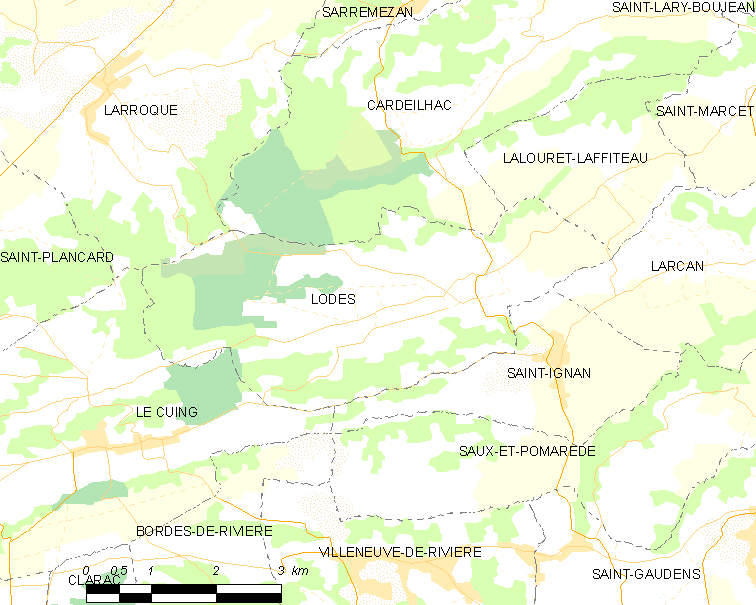
的OSM定位图

洛德的时区为UTC+01:00、UTC+02:00（夏令时）。

## 行政
洛德的邮政编码为31800，INSEE市镇编码为31302。

## 政治
洛德所属的省级选区为圣戈当县。

## 人口

1962-2008年间人口变化图示

洛德于2022年1月1日时的人口数量为303人。